# Sibinjske žrtve
Sibinjske žrtve je događaj u Sibinju koji se dogodio 19. veljače 1935. godine, kada su mučki ubijeni hrvatski seljaci od protuhrvatski raspoloženog režima Kraljevine Jugoslavije. 
Desetljećima se obilježava kao simbol domoljubne svijesti svih mještana općine Sibinj.

## Pozadina događaja
17. veljače
U nedjelju, 17. veljače 1935. godine, održana je u Sibinju po odobrenju vlasti proslava Papinog dana (proslave godišnjice izbora pape). U tome su sudjelovali brojni sibinjski župljani, kao i pridošli gosti iz Brodskog Varoša, Podvinja i Podcrkavlja. Veliku misu je po odobrenju mjesnog župnika služio Mihovil Praskić, župnik u Podcrkavlju, inače rodom iz Bosanskog Dubočca. Nakon mise, on je održao govor koji su prisutni prekidali povicima „Živio dr. Maček!“ i „Živjela Hrvatska!“. Proslava je nastavljena u gostionici Ljubice i Đure Wagner. Prvi govornik bio je sibinjski župnik i dekan Vinko Čajkovac koji je prikazao lik pape Pija XI. Nakon njega govorio je Antun Tomac iz Andrijevaca o temi „Pape i Hrvati“. Antun Gabrilovac, umirovljeni učitelj iz Sibinja, održao je predavanje s naslovom „Socijalni rad papa“. Po završetku akademije i ručka župnik Praskić krenuo je praćen s desetak zaprežnih kola s župljanima njegove župe i ostalim vjernicima u Oriovac posjetiti tamošnjeg župnika, svoga znanca i prijatelja. Prolazeći kroz Andrijevce, Stari Slatinik, Brodski Stupnik i Radovanje, sudionici tog pohoda pjevali su pjesme nacionalnog sadržaja te izvikivali podršku dr. Mačeku i slobodnoj Hrvatskoj.
Za vrijeme posjeta, vlč. Praskić je u Oriovcu svojim pratiteljima i tamošnjim ljudima održao kraći govor pozivajući ih da na skorašnjim izborima raspisanim za 5. svibnja glasuju za dr. Mačeka. Kasno uvečer, vraćajući se uz pjevanje rodoljubnih pjesama i poklike u pravcu Broda, na kolonu je u Sibinju pokraj općinske zgrade ispalio dva revolverska hica općinski činovnik Marko Matošević, rođeni Sibinjac, odan jugoslavenskom režimu. Ustao je i viknuo „Dolje Maček!“ i verbalno se sukobio s kolonom. Poiskakavši iz svojih kola, seljaci su se dali u potragu za izazivačem, no nisu ga uhvatili jer je on u međuvremenu pobjegao.
18. veljače
Sutradan, u ponedjeljak 18. veljače, uslijedila su uhićenja pojedinaca u Oriovcu i St. Slatniku. To je uznemirilo stanovništvo tih i okolnih sela, pa su razaslani seoski teklići – iz Adrijevaca Petar Luić-Šarić, njegov sin Stjepan te Šimo Čeović krenuli su predvečer u Oriovac kako bi u žandarskoj stanici zatražili oslobađanje uhićenih, koji su u međuvremenu bili upućeni u Zagreb. Na povratku je na sudionike ove prosvjedne skupine iz šume Rastovice, između Brodskog Stupnika i Starog Slatnika, ispaljeno nekoliko metaka, na sreću bez posljedica.

## Pokolj nad seljacima
U utorak, 19. veljače ponovno je u Starom Slatiniku i Oriovcu, a sada i u Andrijevcima i Sibinju, došlo do uhićenja, batinanja i zatvaranja u podrumski zatvor žandarmerijske postaje u Brodu. U zlostavljanju uhićenika isticao se žandar Vasilije Vukotić, zvan Crnogorac. 
Uznemirenost naroda bližila se vrhuncu. Središnje mjesto tih zbivanja postalo je selo Sibinj, a i Andrijevci. Odatle su u odvoračka sela krenuli kuriri da pozovu stanovništvo na pohod u Brod, da bi se tražilo oslobađanje zatvorenika. Od Andrijevčana na obavještavanje ljudstva u okolnim selima pošli su Stjepan Luić-Šarić, i to u Jakačinu Malu, dok je njegov otac Petar pošao u Krajaćiće. Skupina uzbuđenih seljaka iz Sibinja i Andrijevaca te St. Slatnika krenula je na desetak kola u Brod. O tome je iz žandarmerijske postaje, po nekima i iz općine, u Sibinju, javljeno u Brod, pa je desetak brodskih žandara, koje je predvodio major Vladimir Cvijanović krenula na tri automobila put Sibinja presresti seljake. 
Do prvoga sukoba došlo je u Bartolovcima, gdje su žandari zaustavili kolonu i nasrnuli na njih. U gužvi koja je nastala, Filip Juretić iz Sibinja udario je daskom s kola i na zemlju oborio narednika Nikolu Grubića, koji je na njega bio nasrnuo. Juretić je bio odmah uhićen, odveden u žandamerijsku stanicu u Sibinj i tamo zvjerski premlaćen. Seljaci gonjeni žandarima vraćali su se u Sibinj. Oko 11 sati došlo je do novog sudara, i to na mostu kraj općine. Tom prigodom većina seljaka se razbježala jer su žandari ispalili nekoliko hitaca u zrak. Major Cvijanović udario je pištoljem po glavi Andrijevčanina Josipa Čeovića, na što se ovaj srušio na tlo. Neki Sibinjci tom su prigodom uhićeni, odvedeni u općinu i tamo ispremlaćeni. Žandari s majorom Cvijanovićem na čelu, saznavši kako se u Sibinju kilometar zapadnije nalazi veća skupina pobunjenih seljaka, zaputili su se tamo. Bili su to ljudi, njih oko 150, iz odvoračkih sela kao i iz Andrijevaca, koji o netom opisanim zbivanjima nisu znali ništa. 
Neki su sjedili pred kućom Ivana Juretića, neki čučali pod zidom, a neki su jeli ono što su ponijeli. Kad su se na pedesetak metara od seljaka automobili zaustavili, žandari su poiskakali van, razvili se predvođeni majorom Cvijanovićem u strijelce i s puškama s bajunetima uperenim na seljake pošli na njih. Neki iz skupine seljaka povikali su: „Ne pucajte, gospodo, mi se nećemo tući!“ Ne obazirući se na ove pozive, žandari su zapucali u mnoštvo. Pogođeni dum-dum metcima, na poprištu pred kućom Ivana Juretića ostalo je ležati 8 seljaka, neki su bili ranjeni, dok se najveći broj razbježao. Žandari su zašli među poginule i ranjene te nogama i kundacima karabina gurali njihova tijela provjeravajući jesu li još živi. Ranjenog Đuku Štimca, koji se previjao od bolova, dotukli su udarcima kundaka. Među ranjenima u Sibinju nalazio se i Andrijevčanin Petar Luić-Šarić. On je na licu mjesta uhićen i sproveden u Brod.
Poginuli su:
1. Petar Topalović, Jakačina Mala (r. 1901.), otac troje djece
2. Antun Ercegović, Jakačina Mala (r. 1916.), neoženjen
3. Đuka Štimac, Jakačina Mala (r. 1909.), otac jednog djeteta
4. Ivan Katalinić, Jakačina Mala (r. 1905.), otac jednog djeteta
5. Stjepan Gunčević, Grižići, (r. 1897.), otac petero djece
6. Antun Perković, Andrijevci, (r. 1904.), neoženjen
7. Mato Pejić, Jakačina Mala (r. 1909.),otac troje djece
8. Ivan Janković, Jakačina Mala (r. 1897.), otac četvero djece[7]

## Rasplet događaja
Antun Perković je pokopan na sibinjskom groblju i na grobu mu se nalazi spomenik s natpisom, a svi ostali ukopani su 21. veljače na groblju sv. Đurđa između Bilica i Zagrađa. Njihov grob obilježavao je spomenik s imenima i tekstom. Nakon napuštanja groblja sv. Đurđa u poslijeratnom razdoblju, kosti i nadgrobni je spomenik te sedmorice palih prenesen je u dvorište crkve sv. Mihovila u Grižićima. Zadušnice za poginule u Sibinju te njihovu braću u žrtvi koji su pali u Brodu, održane su 23. veljače u zagrebačkoj katedrali. Zadušnicama je, uz mnoštvo naroda, prisustvovao i predsjednik HSS-a dr. Vlatko Maček. 
Sutradan, 20. veljače, palo je od metaka brodskih žandara na istočnom ulazu u Brod, kod groblja, šest seljaka iz Ruščice i Gornje Vrbe (Vrbske žrtve). Osim toga su uhićeni i upućeni u zatvor Sreskog načelništva u Slavonskom Brodu, a potom i u Zagreb i Beograd Andrijevčani Stjepan Luić-Šarić, Marko Karakaš i Stanko Luić. 
Raspoloživi podatci govore da je Marko Karakaš kažnjen na 30 dana zatvora i globom od 500 dinara. Stjepan Luić-Šarić upućen je početkom travnja na istragu u Državni sud za zaštitu države u Beograd, no sredinom rujna oslobođen je optužbe. Nije zabilježena kazna Stanka Luića. U postupku protiv šestorice optuženih najteže je prošao Filip Juretić iz Sibinja. Nakon nečuvenih zlostavljanja, u studenom 1935. u Beogradu optužen da je htio ubiti žandara Grubića, no kako se optužnica nije mogla dokazati, bio je osuđen na tri godine zatvora. Filip Juretić postao je kasnije članom Društva hrvatskih političkih zatvorenika sa sjedištem u Zagrebu. Karlu Krajačiću iz Krajačića određena je kazna od godine dana zatvora.